# ケンウッド (キッチン用品)
ケンウッド（英語: Kenwood Limited）は、イギリスの調理家電メーカーである。

## 概要
ケネス・メイナード・ウッドによって1947年に設立された。当時の社名はディクソン＆ウッド（Dickson & Wood）であり、ラジオやテレビの販売・設置と修理を業務としていた。ケンウッドは、1950年に発売された調理器具、「ケンウッド・シェフ（Kenwood Chef）」によって知られる。1968年から1989年までのあいだ、ケンウッドは、ソーンEMI社の傘下にあった。1992年のマネジメント・バイアウトによって、ケンウッドは独立した。2001年以降、ケンウッドはイタリアのデロンギ社の傘下にある。
なお、日本の音響機器メーカーである株式会社ケンウッド（現・JVCケンウッド）とは資本・提携関係は一切なく、社名の由来も異なる。そのような事情もあり、日本や北米・中南米では事業展開しておらず（事業展開する場合、同社と商標の使用契約を結ぶ必要がある）、事業地域の重複は発生していない。混同を避けるため、当社のロゴは「K」の斜線部が赤くなっている。一方、日本の株式会社ケンウッドのロゴは「W」に赤い逆三角形が入っている。業務用厨房機器メーカーの愛工舎製作所（埼玉県戸田市）が日本総代理店となっているが、業務用製品のごく一部のみの取り扱いにとどまっている。